# Hyacinthoides hispanica
Jacinto de los bosques o escila española  (Hyacinthoides hispanica) es una especie perteneciente a la subfamilia de las escilóideas dentro de las asparagáceas.

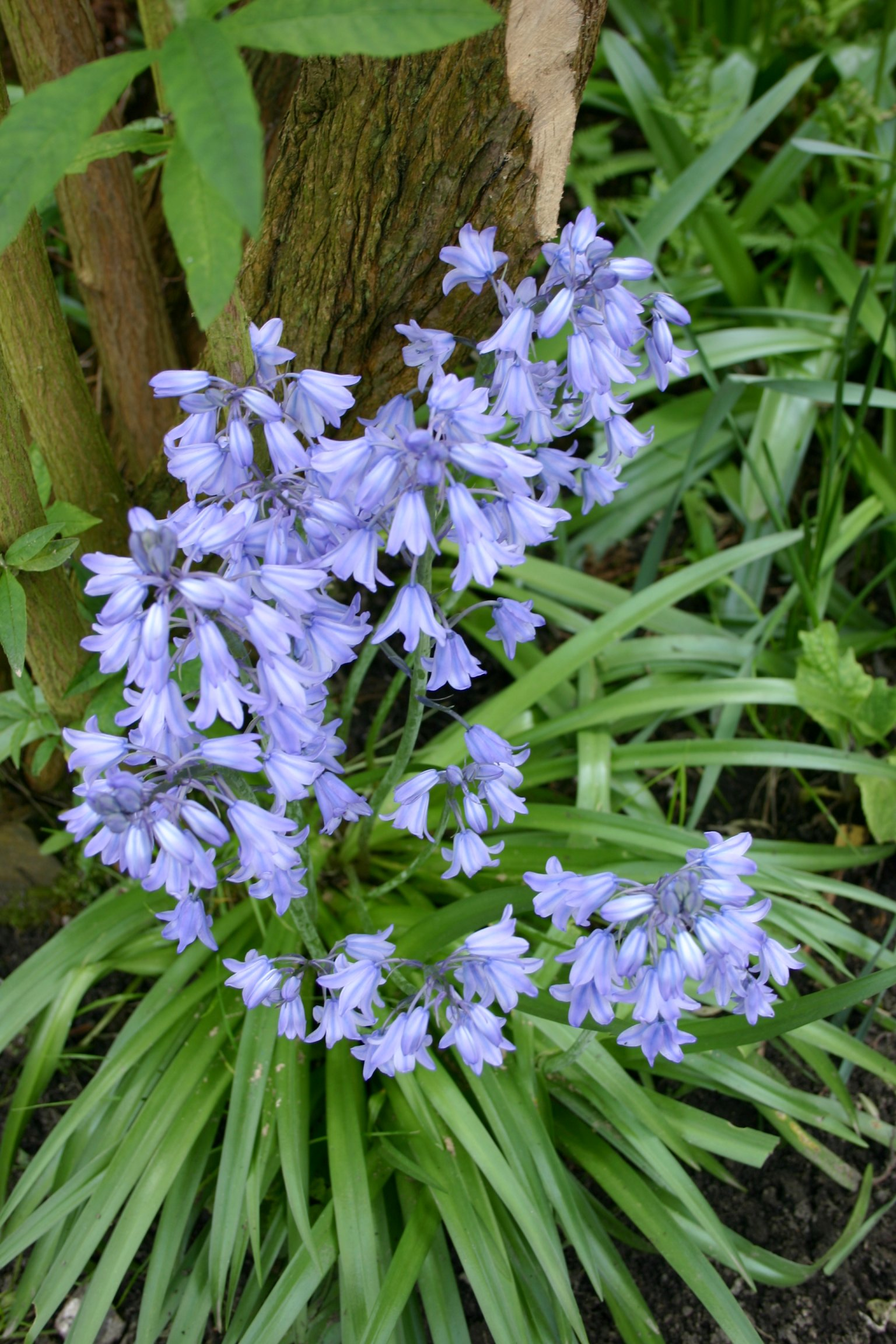
Planta con flores

## Descripción
Planta de semisombra muy llamativa aunque de escasa altura, que no sobrepasa los 30 cm, de hojas anchas, de 1,5 a 3,5 cm, y de 20 a 50 cm de largo, basales, lanceoladas, paralelinervias, lisas y lustrosas, desprovistas de pecíolo, que aparecen con las flores. Tallo floral sin hojas, erecto y brillanta, de 10 a 30 cm. Raíz bulbosa. Flores hermafroditas, erectas o ascendentes, en racimo cónico flojo, no unilateral, con 4 a 16 flores, anchamente acampanadas, no olorosas de color violeta,en cuya base se encuentran 2 pequeñas hojitas puntiagudas de color verde azulado; pétalos abiertos desde la base, con 6 estambres cuyas anteras son azules; ovario súpero formado por 3 carpelos soldados. Fruto verde en cápsula trilocular y esférica, con semillas negras. La polinización la efectúan los insectos y de la propagación se encargan las hormigas.

## Hábitat
Sobre suelos limosos y arcillosos frescos, ricos en nutrientes, a menudo pobres en cal, en tierras cultivadas, matorrales, bosques mixtos de robles y hayas, de castaños y bosques de ribera.

## Distribución
Sur de Francia, Portugal e Italia. En España en el sur, centro y oeste.

## Taxonomía
Hyacinthoides hispanica fue descrita por (Mill.)  Rothm.  y publicado en Feddes Repertorium Specierum Novarum Regni Vegetabilis 53(1): 14. 1944.
Sinonimia
- Agraphis patula (Desf.) Rchb.
- Endymion campanulatus Parl.
- Endymion hispanicus (Mill.) Chouard
- Endymion patulus Dumort.
- Hyacinthoides non-scripta subsp. hispanica (Mill.) Kerguélen
- Hyacinthoides racemosa Medik.
- Scilla hispanica Mill. basónimo
- Scilla hispanica subsp. patula (Lam. ex DC.) K.Richt.
- Scilla jacquini J.F.Gmel.
- Scilla macrogona Link
- Scilla non-scripta subsp. hispanica (Mill.) Ietsw. in Ietsw. & al.
- Usteria disperma Medik.[2][3]

## Nombres comunes
Escila española, jacinto de los bosque, jacinto de campo.